# Muzeum Drukarstwa w Cieszynie
Muzeum Drukarstwa w Cieszynie − muzeum utworzone w 1996 dla upamiętnienia tradycji drukarskich na Śląsku Cieszyńskim. W swoich zbiorach posiada maszynę typograficzną z zestawem czcionek, matryc chemigraficznych i drzeworytniczych, prasy dociskowe i urządzenia introligatorskie.

## Historia
W roku 1996, firma Prodruk oddała Miastu Cieszyn zabytkowy sprzęt drukarski na uzupełnienie wyposażenia Muzeum Drukarstwa. W 1998 roku w Filii Uniwersytetu Śląskiego w Cieszynie zlikwidowano pracownię typografii, z której Muzeum przejęło na stan narzędzia drukarskie, szufle i inne wyposażenie pracowni. W późniejszych latach do Muzeum Drukarstwa trafiły kolejne elementy wyposażenia; kocioł do przetopu stopu linotypowego, maszyna do odlewania tekstów ręcznie składanych - tzw. tytularka z kompletem matryc, urządzenie zwane liniarką (urządzenie służące do rysowania określonego układu linii prostych na arkuszach papieru) oraz kilka szuflad drukarskich z czcionkami. 17 października 2003 roku odbyło się spotkanie założycielskie stowarzyszenia o nazwie Muzeum Drukarstwa w Cieszynie, w trakcie którego uchwalono statut, powołano pięcioosobowy Zarząd, a osiem miesięcy później - 2 lipca 2004 roku Muzeum Drukarstwa w Cieszynie uzyskało rejestrację w Sądzie Rejonowym w Bielsku-Białej. Również w 2004 w Muzeum została otwarta pracownia graficzna. W 2014 roku Muzeum zostało uhonorowane Śląską Nagrodą im. Juliusza Ligonia. 1 kwietnia 2019 muzeum zostało zamknięte i rozpoczęła się jego rozbudowa i modernizacja. W związku z wymaganiami, jakie stawiał projekt unijny, Stowarzyszenie Muzeum Drukarstwa w Cieszynie, nie było już w stanie samodzielnie poprowadzić placówki w kształcie przewidzianym w projekcie, w wyniku czego w 2022 roku, po remoncie nastąpiły więc zmiany organizacyjne i zarządzanie placówką muzeum zostało włączone w strukturę Zamku Cieszyn, który w kooperacji ze stowarzyszeniem obsługuje obiekt.

## Warsztaty muzealne
Warsztaty graficzne
Warsztaty graficzne są dostosowane dla dzieci (w tym i dla tych w wieku przedszkolnym) i odbywają się w pracowni graficznej. W trakcie warsztatów można wziąć udział w przygotowywaniu własnych projektów graficznych, które w dalszej kolejności są przenoszone na materiał pozwalający stworzyć matrycę do odbitek. Końcowym efektem warsztatów są odbitki, które powstają przy użyciu starej prasy graficznej.
Warsztaty introligatorskie
Warsztaty introligatorski odbywają się w przystosowanej do tego pracowni graficznej i polegają na poznawaniu podstaw introligatorstwa - różnych sposobów szycia nićmi, używania narzędzi introligatorskich, samodzielnego naprawiania książek. Ich efektem jest własnoręcznie wykonany notatnik.
W Muzeum były organizowane warsztaty typograficzne dla młodzieży i dorosłych, które polegały na ręcznym składaniu tekstu, łączeniu go z grafiką i odbijaniu całości na prasie. Uczestnicy warsztatów otrzymywali własnoręcznie przygotowany i wydrukowany na papierze czerpanym certyfikat uczestnictwa.

## Muzeum na szlaku turystycznym
Od 2010 roku Muzeum Drukarstwa w Cieszynie znajduje się na Szlaku Zabytków Techniki Województwa Śląskiego.
Muzeum posiada własną naklejkę z kolekcji "Wander card" (naklejki ze zdjęciami i opisami ciekawostek turystycznych, kulturalnych, sportowych i gastronomicznych). Naklejka jest w kategorii "wystawy i muzea", ma nr 2085, o nazwie "Muzeum Drukarstwa w Cieszynie" i z opisem "Dawna drukarnia w klimacie XIX wieku z zachowanym, w pełni sprawnym sprzętem".
Muzeum Drukarstwa znajduje się w Księdze Małych Muzeów (katalogu dofinansowanym ze środków Ministerstwa Edukacji i Nauki), w której istnieje ponad 100 propozycji polskich małych placówek muzealnych i kulturotwórczych, prowadzonej przez Stowarzyszenie Promocji i Rozwoju MOTYWATOR (link do katalogu oraz do filmu o Muzeum znajduje się w przypisie).
Muzeum można zwiedzać wirtualnie, poprzez serwis siliesia.travel, który został utworzony przez Śląską Organizacje Turystyczną i dostępny pod linkiem: https://wycieczki.silesia.travel/pl-PL,w460.html

## Publikacje
W 2006 roku został opublikowany komplet tekstów regionalnych tłoczonych archaiczną techniką z zabytkowych czcionek z okazji 200-lecia cieszyńskiego drukarstwa i 10-lecia Muzeum Drukarstwa. Zostały one na wydrukowane ręcznie na czerpanym papierze gliwickiej firmy Kalander w nakładzie 200 sztuk.
Z 2006 roku pochodzi dwujęzyczna (polsko-czeska) książka „200 lat cieszyńskiego drukarstwa”. Jest to opis historii drukarstwa i introligatorstwa cieszyńskiego opracowany przez Bartłomieja Franka i Pavlinę Novakovą. Książka o kwadratowym formacie została wydana w liczbie 400 egzemplarzy. Twarda, skóropodobna oprawa ze złotymi tłoczeniami zawiera bogato ilustrowane karty, opracowane w stylu tłoczni Karola Prochaski.
Książeczka dla najmłodszych, która w przystępny sposób opisuje różne metody drukowania na przestrzeni wieków.
Komplet (5 szt.) widokówek – widoków starego wnętrza drukarni. Wykonane archaiczną metodą w Muzeum Drukarstwa w Cieszynie przydatne przedmioty oraz pamiątki z pobytu.
Muzeum Drukarstwa opublikowało dwa filmy za pośrednictwem swojego kanału w serwisie YouTube:
- pierwszy dotyczy druku offsetowego na maszynie Romayor oraz Rotaprint, 
- drugi jest zatytułowany "Chemigraf - Cieszyńskie drukarstwo typograficzne - Pamięć w zapisach mówionych".
W serwisie YouTube jest też film opowiadający o Muzeum Drukarstwa, który jest jednym z siedmiu krótkich filmów Stowarzyszenia "Archipelagi Kultury" o niewielkich muzeach z różnych częściach Polski. Filmy powstały w ramach projektu prowadzonego przez Stowarzyszenie w 2012 roku, dofinansowanego ze środków Ministerstwa Kultury i Dziedzictwa Narodowego. 
Linki do filmów znajdują się w przypisach (nr 11 - 13).

## Dekada wystaw
2024-10-24 do 2024-11-17 - "Polski ekslibris 1918-2024 z kolekcji Mieczysława Bielenia".
2024-07-04 do 2024-08-31 - "Secesja ze zbiorów Władysława Owczarzego".
2024-05-16 do 2024-06-20 - "Na słodkim szlaku Cieszyna". Jubileuszowa Wystawa Opakowań z Fabryki “Olza”.
2024-04-18 do 2024-05-11 - "Niedaleko jabłko pada… wystawa twórczości dwóch pokoleń", dr Anna Wajda, Aleksandra Magnuszewska-Oczko, Aleksander Oczko
2024-01-18 do 2024-02-08 - "O dwóch takich co naprawiali kosmos" (LemPress i CopernicusPress)
2023-12-07 do 2024-01-12 - "Z najlepszymi życzeniami (wystawa pocztówek)"
2023-10-19 do 2023-12-04 - "Jubileusz 85-lecia Zbigniewa Kubeczki z Orłowej"
2023-09-14 do 2023-10-16 - "Rodzinne spojrzenie na grafikę"
2023-06-29 do 2023-09-03 - "Współczesna grafika Ukraińska"
2023-05-29 do 15.06.2023 - "Wystawa ilustracji do bajek Aleksandra Fredry" (Wystawa poprzeglądowa prac dzieci i młodzieży)
2023-04-13 do 2023-05-22 - "Kolor w twórczości Zbigniewa Osenkowskiego".
2023-03-02 do 2023-04-05 - "Grafiki z Pracowni badań nad ekslibrisem współczesnym Uniwersytetu Śląskiego"
2023-01-19 do 2023-02-20 - "Świat gór Joanny Makuch-Folwarskiej"
2022-11-25 do 2023-01-03 - Typograficzne druki użytkowe wystaw druków z różnych okresów od XIX do XXI wieku"
2022-10-07 do 2022-11-23 - "Plakaty i nie tylko - Wiesław Łysakowski"
2022-08-26 do 2022-10-05 - "Świat ekslibrisów Ryszarda Bandosza"
czerwiec - lipiec 2022 - "Polscy mistrzowie rylca"
maj - czerwiec 2022 - "Motyw Śląska Cieszyńskiego w twórczości Zbigniewa Kubeczki"
2019-03-14 do 2019-04-09 - "Marcin Cziomer - Grafika nie jedno ma imię"
2019-02-07 do 2019-03-05 - "Adrian Czyż Metamorfozy natury"
2019-01-10 do 2019-02-05 - "Justyna Jędrysek - Plakat i grafika"
2018-11-15 do 2018-12-21 - "Michał Kliś zaprasza na Opłatek - drzeworyty świąteczne"
2018-10-11 do 2018-11-13 - "100 lat z ekslibrisem (1918-2018)"
2018-09-13 do 2018-10-09 - "Jaśnie Pan na pocztówkach"
2018-07-26 do 2018-09-11 - "Tadeusza Ramika powroty w rodzinne strony"
2018-06-21 do 2018-07-24 - "Karol Śliwka Artysta wszechstronny"
2018-05-24 do 2018-06-19 - "Litografia z emocjami Vladimir Bosković"
2018-04-19 do 2018-05-22 - "Pavel Noga My Daily Blues"
2018-03-15 do 2018-04-17 - "Rylcem Andrzeja Buchańca"
2018-02-08 do 2018-03-13- "Dorota Kędzior. Wycinanki z istnienia z exlibrisem w tle"
2018-01-11 do 2018-02-06 - "Jazzgrafy Jerzego Pustelnika"
2017-11-09 do 2017-12-22 - "Techniki graficzne - ekslibrisy twórców Śląska Cieszyńskiego"
2017-09-28 do 2017-11-07 - "Kobiety Mojego Życia - Aleksandra Hachuła - Exlibrisy"
2017-09-07 - 2017.09.26 - "Helena Jacyno - Wrażenia z podróży"
2017-07-20 do 2017-08-20 - "Litera/Znak. Wernisaż wystawy prac Tomasza Kipki"
2017-06-20 do 2017-07-18 - "Wystawa plakatu 5×3"
2017-05-11 do 2017-06-13 - "Wikingowie nad Olzą - Ekslibrisy Torill Elisabeth Larsen"
2017-04-06 do 2017-05-09 - "MIchał Kliś. Drukowane w Cieszynie"
2017-03-09 do 2017-04-04 - "Jaroslavy Galkun Bezkresny Labirynt"
2017-02-09 do - 2017-03-07 - "Zofia Szupina. Pokój-niepokój"
2017-01-12 do 2017-02-07 - "Stróże książek Leszka Frey Witkowskiego"
2016-11-10 do 2016-12-22 - "Zbigniew Jóźwik - graficzne spotkania z artystą i naukowcem"
2016-08-04 do 2016-09-06 - "Dwa spojrzenia na Exlibris - Agnieszka Lipska, Ewelina Rivillo"
2016-06-30 do 2016-08-02 - "Grafika Katarzyna Gilecka-Grzemska"
2016-05-31 do 2016-06-27 - Juliusz Szczęsny Batura - ZNAKI"
2016-02-11 do 2016-03-15 - "Eugeniusz Delekta - grafika"
2016-01-07 do 2016-02-09 - "Marian Dembiniok Dziesięć razy staw"
2015-11-19 do 2015-12-18 - "Jasne kształty świateł"
2015-1001 do 2015-10-20 - "Lekcja grafiki"
2015-08-06 do 2015-09-22 - "Linoryty Henryka Królikoskiego"
2015-07-02 do: 2015-08-04 - "Prace Ireny Kos-Fiedorowicz"
2015-06-01 do 2015-06-19 - "Aleksandra Bury, Iwona Cichy. Czerń nieoczywista"
2015-04-16 do 2015-05-18 - "Dyplomy 2014: projektowanie graficzne"
2015-03-19 do 2015-04-14 - "Józef Golec. Ekslibrisy"
2015-02-12 do 2015-03-17 - "Nasza Pasja - Litografia Franciszek Kubaczka i Gustaw Porembski"
2015-01-08 do 2015-02-10 - "Henryk Jasiński Dawne grafiki, linoryty"

## Trivia
Hasło jakim reklamuje się Muzeum, to: "Nie znajdziesz tu nieboszczyków pod ścianą” i nawiązuje do tego, że wszystkie eksponaty są działające i można ich dotykać, choć może to czasem skutkować pobrudzeniem się od farby drukarskiej. Hasło to zostało wyjaśnione przez Karola Franka w wywiadzie, którego udzielił Dziennikowi Zachodniemu w 2017 roku: "To chyba jedyne muzeum drukarstwa w Polsce, gdzie można zobaczyć działające eksponaty. Zleżało nam, by przekaz nie był suchy, ale by udowodnić ludziom i pokazać, jak te urządzania działały".
Od 2012 roku wejście do Muzeum znajduje się od ulicy Głębokiej 50 (wcześniej znajdowało się od ulicy Stromej).
Jaromir Nohavica (oraz Artur Andrus na albumie "Świat wg Nohavicy") w piosence "Těšínská / Cieszyńska", nawiązuje do historycznych powiązań Cieszyna z drukarstwem:
"Gdybym sto lat temu się narodził
Byłby ze mnie introligator
U Prohazki robiłbym po dwanaście godzin
i siedem złotych brał za to".